# رامون سانشيز بيزخوان
رامون سانشيز بيزخوان مونوز (بالإسبانية: Ramón Sánchez-Pizjuán Muñoz)‏ (21 ديسمبر 1900 - 28 أكتوبر 1956) رئيس سابق لنادي إشبيلية الأسباني لكرة القدم لفترتين بين أعوام 1932-1942 و 1948-1956، سميّ ملعب النادي الحالي على اسمه؛ والذي استضاف نهائيات كأس العالم لكرة القدم 1982 التي جرت في إسبانيا.